# Champagny-sous-Uxelles
Champagny-sous-Uxelles este o comună în departamentul Saône-et-Loire, Franța. În 2009 avea o populație de 80 de locuitori.

## Evoluția populației
| An        | 1975 | 1982 | 1990 | 1999 | 2006 | 2009 |
| --------- | ---- | ---- | ---- | ---- | ---- | ---- |
| Populație | 62   | 59   | 60   | 75   | 82   | 80   |